# Thúc Trọng Hội
Thúc Trọng Hội (tiếng Trung: 叔仲會; bính âm: Shuzhong Hui; 497 TCN-?), họ kép Thúc Trọng, tên Hội, tự Tử Kỳ (子期), tôn xưng Thúc Trọng Tử (叔仲子) người nước Lỗ hoặc nước Tấn thời Xuân thu, là một trong thất thập nhị hiền của Nho giáo.

## Cuộc đời
Thúc Trọng Hội nhỏ hơn Khổng Tử 54 tuổi, thuộc gia tộc Thúc Trọng nước Lỗ, chấp bút theo hầu Khổng Tử.
Tư Mã Trinh cho rằng Thúc Trọng Hội là người nước Tấn. Theo Tả truyện, năm 502 TCN, gia chủ Thúc Trọng thị nước Lỗ là Thúc Trọng Chí theo Dương Hổ chống lại Tam Hoàn. Dương Hổ thất bại, trốn sang nước Tấn. Có khả năng Thúc Trọng Hội là hậu duệ của Thúc Trọng Chí trốn theo Dương Hổ.
Năm 72, thời Hán Minh Đế, Thúc Trọng Hội được phối thờ trong Khổng miếu.